# OM Loc
L'OM Loc è un piccolo autocarro prodotto dalla Officine Meccaniche (OM) tra gli anni trenta e quaranta. Venne sostituito nel 1950 dal Leoncino.

## Caratteristiche tecniche
- Motore: a Benzina OM 4 cilindri 1 770 cc; potenza: 40 Cv a 3 800 giri/min.
- Velocità: 75 km/h

## Versione autopompa VVF
Il Loc venne allestito anche come autopompa per i Vigili del Fuoco.